# Maliq
Maliq ([malic]; bepaalde vorm: Maliqi) is een stad (bashki) in het zuidoosten van Albanië. De stad telt 42.000 inwoners (2011), gespreid over 1388 families, en maakt deel uit van de Korçë-prefectuur tegen de grens met Griekenland en Noord-Macedonië.
Het stadje ligt aan de westelijke rand van de hoogvlakte rond Korçë, en wordt doorkruist door de Devollrivier, die de vlakte doorsnijdt, vervolgens in westelijke richting door de bergen stroomt en net voorbij Kuçovë samen met de Osum de Seman vormt.

## Geschiedenis
Maliq werd gebouwd in het begin van de communistische periode, na de drooglegging van het moerassige meer Liqeni i Maliqit. Aan de oevers van het verdwenen meertje zijn ten oosten van de stad resten uit de steentijd gevonden, die vandaag zijn te bezichtigen in musea in Korçë en Tirana. Aanvankelijk was Maliq een agrarisch centrum, waar voornamelijk suikerbieten werden verbouwd. In de bergen ten westen van de stad werd aan mijnbouw gedaan.

## Geografie
Maliq ligt 100 kilometer verwijderd van Tirana, en 24 kilometer ten westen van de grens met Griekenland. De stad ligt 825 meter boven de zeespiegel, waarmee het de op vier na hoogstgelegen stad van het land is — alleen Ersekë, Bilisht, Leskovik en Korçë liggen nog hoger. Ze wordt omringd door drie bergen, de Hij' e Korbit, Kodra e Marjanit en Kodra e Murrizit. Naast het stadscentrum omvat de gemeente Maliq nog de plaatsen Bickë, Fshat Maliq ('dorp Maliq'), Gjyras, Goce, Kolanec en Plovisht.

### Bestuurlijke indeling
Administratieve componenten (njësitë administrative përbërëse) na de gemeentelijke herinrichting van 2015 (inwoners tijdens de census 2011 tussen haakjes):
Gorë (1565) • Libonik (8922) • Maliq (4290) • Moglicë (951) • Pirg (7652) • Pojan (10864) • Vreshtas (7513).
De stad wordt verder ingedeeld in 81 plaatsen: Babjen, Bardhas, Beras, Bickë, Bregas, Bubuq, Burimas, Desmirë, Dobërçan, Dolan, Dolanec, Drithas, Dushar, Fshat Maliq, Gjyras, Goce, Gopesh, Gurishtë, Gurkuq, Gurshqipe, Kakaç, Kembëthekër, Klocë, Kolanec, Kreshpanj, Kucakë, Leminot, Libonik, Lozhan i Ri, Lozhan, Lumaj, Maliq, Maliq-Opar, Manastirec, Marjan, Memël, Mesmal, Mjaltas, Moçan, Moglicë, Nikollarë, Novoselë, Orman, Osojë, Pendavinj, Pirg, Plasë, Plovisht, Pocestë, Podgorie, Pojan, Protopapë, Qënckë, Qershizë, Rëmbec, Rov, Selcë, Senisht, Shalës, Shëngjergj, Sheqeras, Shkozë, Shpatmal Peshtan, Shqitas, Sovjan, Strelcë, Symiz, Terovë, Torovec, Tresovë, Vashtëmi, Velçan, Veliternë, Vloçisht, Vreshtas, Zboq, Zëmblak, Zerec, Zvarisht, Zvezdë, Zvirinë.

## Bevolking
Op 1 oktober 2011 telde Maliq 41.757 inwoners, een lichte stijging ten opzichte van 53.583 inwoners in 2001.

### Religie
De grootste religie in Maliq is de (soennitische) islam. Deze religie werd in 2011 beleden door 29.250 personen, oftewel 70% van de bevolking.
| Plaats   | Bevolking (2011) | Islam (%)       | Katholiek (%) | Orthodox (%)   | Bektashisme (%) |
| -------- | ---------------- | --------------- | ------------- | -------------- | --------------- |
| Gorë     | 1.565            | 958 (61,26%)    | 6 (0,39%)     | 7 (0,46%)      | 15 (0,96%)      |
| Libonik  | 8.922            | 6.071 (68,05%)  | 56 (0,63%)    | 72 (0,81%)     | 194 (2,17%)     |
| Maliq    | 4.290            | 2.435 (56,76%)  | 31 (0,72%)    | 147 (3,43%)    | 154 (3,59%)     |
| Moglicë  | 951              | 569 (59,83%)    | - (-)         | 3 (0,32%)      | 9 (0,95%)       |
| Pirg     | 7.652            | 5.512 (72,03%)  | 46 (0,64%)    | 631 (8,76%)    | 50 (0,69%)      |
| Pojan    | 10.864           | 7.770 (71,52%)  | 147 (1,35%)   | 1.255 (11,55%) | 14 (0,13%)      |
| Vreshtas | 7.513            | 5.935 (79,00%)  | 72 (0,96%)    | 38 (0,51%)     | 43 (0,57%)      |
| Maliq    | 41.757           | 29.250 (70,05%) | 358 (0,86%)   | 2.153 (5,16%)  | 479 (1,15%)     |

## Sport
Voetbalclub KF Maliqi speelt in de Kategoria e Dytë, Albaniës derde nationale klasse. De thuiswedstrijden worden afgewerkt op het Fusha Sportive Maliq, dat plaats biedt aan 400 toeschouwers.
Belsh · Berat · Bulqizë · Cërrik · Delvinë · Devoll · Dibër · Dimal · Divjakë · Dropull · Durrës · Elbasan · Fier · Finiq · Fushë-Arrëz · Gjirokastër · Gramsh · Has · Himarë · Kamëz · Kavajë · Këlcyrë · Klos · Kolonjë · Konispol · Korçë · Krujë · Kuçovë  · Kukës · Kurbin · Lezhë · Libohovë · Librazhd · Lushnjë · Malësi e Madhe · Maliq · Mallakastër · Mat · Memaliaj · Mirditë · Patos · Peqin  · Përmet · Pogradec · Poliçan · Prrenjas · Pukë · Pustec · Roskovec · Rrogozhinë · Sarandë · Selenicë · Shijak · Shkodër · Skrapar · Tepelenë · Tirana · Tropojë · Vau i Dejës · Vlorë · Vorë

Deelgemeenten · Gemeenten · Prefecturen